# Малое Заречье (Вологодская область)
Малое Заречье — деревня в Белозерском районе Вологодской области.
Входит в состав Антушевского сельского поселения (с 1 января 2006 года по 9 апреля 2009 года входила в Бечевинское сельское поселение), с точки зрения административно-территориального деления — в Бечевинский сельсовет.
Расстояние до районного центра Белозерска по автодороге — 46 км, до центра муниципального образования села Антушево по прямой — 22 км. Ближайшие населённые пункты — Большое Заречье, Курягино, Малютино, Томашино.
По данным переписи в 2002 году постоянного населения не было.